# Stanisław Okęcki

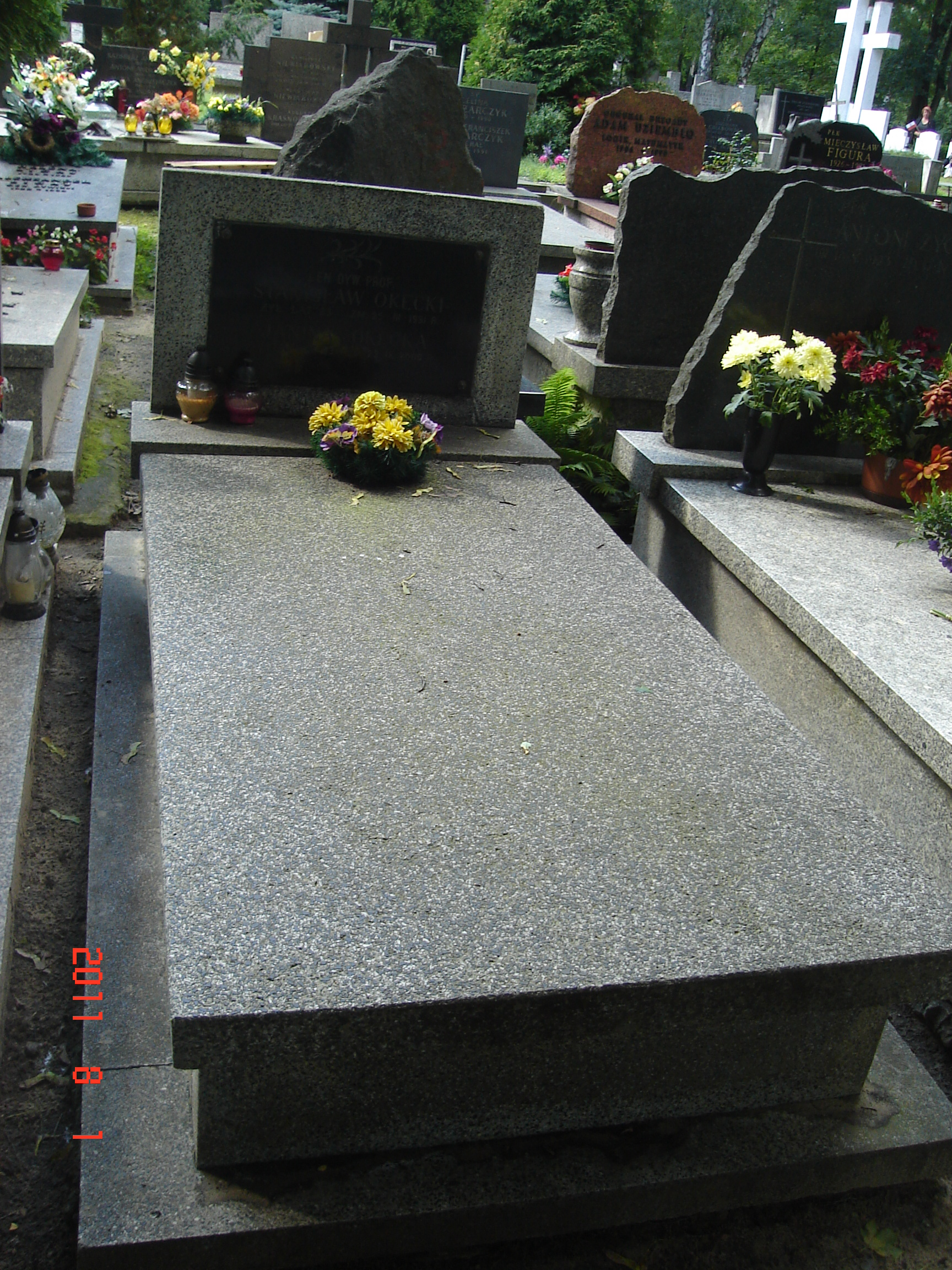
Grób Stanisława Okęckiego na Cmentarzu Wojskowym na Powązkach w Warszawie

Stanisław Okęcki (ur. 31 stycznia 1908 w Szczypiornie, zm. 25 marca 1991 w Warszawie) – polski wojskowy, generał dywizji, historyk wojskowości, profesor zwyczajny.

## Życiorys
Urodził się 31 stycznia 1908 w Szczypiornie koło Kalisza. Do 1914 przebywał w Szczypiornie i w Słupcy, gdzie pracował jego ojciec. Po wybuchu I wojny światowej został wraz z rodziną wywieziony w głąb Rosji, początkowo do Mińska, a następnie do Moskwy. W 1919 powrócił z rodziną do Polski, mieszkał w miejscowości Pyzdry. Kształcił się w gimnazjum Państwowym im. Tadeusza Reytana w Baranowiczach (1922–1926), gdzie zdał maturę. Od 1924 był współzałożycielem i sekretarzem gimnazjalnego koła Związku Polskiej Młodzieży Socjalistycznej. W 1925 przyłączył się do Związku Niezależnej Młodzieży Socjalistycznej − Secesja. Od 1926 studiował na Wydziale Prawa i Nauk Społecznych Uniwersytetu im. Stefana Batorego w Wilnie, gdzie kontynuował również działalność polityczną. Był założycielem działającego nielegalnie na uniwersytecie Związku Niezależnej Młodzieży Socjalistycznej "Nowe Życie". W 1927 wstąpił do Komunistycznej Partii Polski. Kierował organizacją kampanii wyborczej KPP w wyborach do rad miejskich w 1927 oraz do Sejmu w 1928. Organizował koła Stowarzyszenia Wolnomyślicieli Proletariackich na Wileńszczyźnie. Równocześnie w latach 1926-1928 pracował w kancelarii notarialnej w Wilnie jako kancelista. W 1928 był kilkakrotnie zatrzymywany za działalność komunistyczną. Po zwolnieniu z aresztu w październiku 1928 przeniósł się do Warszawy, gdzie studiował w Studium Orientalistyki Wydziału Humanistycznego Uniwersytetu Warszawskiego. Zaliczył także rok nauki w Instytucie Wschodnim na Wydziale Japonistyki. Działał w PPS-Lewicy, gdzie był m.in. członkiem Komitetu Warszawskiego, kierownikiem agitacji i propagandy partyjnej i członkiem Komitetu Centralnego (będąc jednocześnie funkcjonariuszem KPP).
Do 1931 był także członkiem Organizacji Młodzieży Socjalistycznej „Życie”, funkcjonariuszem Wydziału Rolnego KPP i członkiem redakcji pisma „Głos Chłopski”. Na Uniwersytecie studiował do 1930, a do 1931 pracował jako inkasent w czasopiśmie adwokatów „Palestra” w Warszawie. W 1930 został ponownie aresztowany. W lutym 1931 został wybrany na członka Komitetu Centralnego PPS-Lewicy.
Jesienią 1931 wytoczono mu kilka spraw za działalność komunistyczną, w związku z czym był poszukiwany przez policję. Na polecenie KPP emigrował najpierw do Niemiec, a następnie do ZSRR, gdzie wstąpił do Wszechzwiązkowej Komunistycznej Partii (bolszewików) i zajmował eksponowane stanowiska w Czerwonej Międzynarodówce Związków Zawodowych. Początkowo był referentem sekcji pracy w prezydium Wydziału Organizacyjnego Komitetu Wykonawczego, a od czerwca 1933 zastępcą kierownika Wydziału Krajów Bałkańskich. Był także zastępcą redaktora odpowiedzialnego i członkiem kolegium redakcyjnego dwutygodnika "Czerwone Międzynarodowe Związki Zawodowe". W styczniu 1935 został kierownikiem redakcji dwutygodnika "Parowoznik" Wydawnictwa Kolejowego w Moskwie orz miesięcznika "Parowoznoje Choziajstwo", a od grudnia 1935 był kierownikiem działu w redakcji gazety codziennej wydawanej przez Zarządu Polityczny Kolei Obwodu w Moskwie. W latach 1937−1939 był represjonowany w ramach czystek stalinowskich. We wrześniu 1939 został uniewinniony i zrehabilitowany przez Obwodowy Sąd w Moskwie oraz przywrócony do pracy jako nauczyciel języka niemieckiego w 7-letniej szkole średniej w Kołomnie, a od stycznia 1940 w 10-letniej szkole średniej w miejscowości Oziory w obwodzie moskiewskim. W latach 1936–1937 oraz 1939-1941 studiował w systemie zaocznym w Moskiewskim Państwowym Pedagogicznym Instytucie Języków Obcych, gdzie zaliczył 3 lata studiów.
Po wybuchu wojny niemiecko-sowieckiej w 1941 został wywieziony w głąb ZSRR, gdzie do 1942 pracował jako nauczyciel w 10-letniej szkole średniej we wsi Jamaszewo w Czuwaskiej Autonomicznej Socjalistycznej Republice Radzieckiej. Do kwietnia 1943 był dyrektorem niepełnej, 7-letniej szkoły średniej we wsi Wysokowka, a następnie nauczycielem języków obcych w 10-letniej szkole średniej we wsi Małyje Kibeczi w tym samym rejonie.
W sierpniu 1943 na własną prośbę wstąpił do Polskich Sił Zbrojnych w ZSRR. Został skierowany do Wydziału Politycznego Zarządu Głównego Związku Patriotów Polskich. Stamtąd został wysłany do obozu w Sielcach nad Oką, gdzie na mocy rozkazu dowódcy 1 Korpusu Polskich Sił Zbrojnych w ZSRR został promowany do stopnia chorążego w korpusie oficerów polityczno wychowawczych. Początkowo był starszym instruktorem wydziału politycznego do pracy wśród ludności i wojsk nieprzyjaciela 1 Dywizji Piechoty im. Tadeusza Kościuszki. Otrzymał przydział do 1 batalionu 1 Pułku Piechoty jako instruktor wydziału oświatowego i wziął udział w bitwie pod Lenino. Po bitwie został lektorem w 3 pułku piechoty, a od maja 1944 wykładowcą (lektorem) w 1 Dywizji Piechoty. W sierpniu 1944 został starszym instruktorem, a w październiku 1944 szefem VII Wydziału do Pracy Wśród Wojsk i Ludności Nieprzyjaciela w Zarządzie Polityczno-Wychowawczym 1 Armii Wojska Polskiego. Latem i jesienią 1944 brał udział w walkach 1 Armii WP nad Pilicą i pod Warszawą. W 1944 wstąpił do Polskiej Partii Robotniczej. Od grudnia 1944 do czerwca 1945 − zastępcą dowódcy ds. polityczno-wychowawczych w 2 Dywizji Piechoty im. Henryka Dąbrowskiego, z którą przeszedł szlak bojowy. Wziął udział w operacji warszawskiej w styczniu 1945, w przełamaniu Wału Pomorskiego, w operacji pomorskiej, w forsowaniu Odry oraz w operacji berlińskiej. Szlak bojowy zakończył nad Łabą.
Po wojnie został szefem Oddziału Propagandy i Agitacji w Głównym Zarządzie Polityczno-Wychowawczym Wojska Polskiego (1945−1946), po czym został szefem Wojskowego Instytutu Naukowo-Wydawniczego w Łodzi (kwiecień 1946 − czerwiec 1948). W czerwcu 1948 został skierowany na studia w Wojskowej Akademii Sztabu Generalnego Sił Zbrojnych ZSRR im. K.J. Woroszyłowa w Moskwie. Na podstawie zarządzenia Prezydenta RP Bolesława Bieruta z 10 lipca 1948 został mianowany na stopień generała brygady. W Moskwie przebywał do końca 1949, jednak nie ukończył studiów i po powrocie do kraju studiował w trybie eksternistycznym w Akademii Sztabu Generalnego WP im. gen. Karola Świerczewskiego (studia ukończył w lipcu 1951).
W kwietniu 1950 powierzono mu stanowisko szefa Biura Historycznego WP, a w sierpniu 1950 został szefem Oddziału XI Studiów i Doświadczeń Wojennych Sztabu Generalnego WP (od 1954 szef Zarządu XI Wojskowo-Historycznego). W latach 1951–1959 był przewodniczącym Komisji Wojskowo-Historycznej MON. W kwietniu 1956 Centralna Komisja Kwalifikacyjna dla Pracowników Nauki nadała mu tytuł profesora nadzwyczajnego, a w sierpniu 1956 prezes Rady Ministrów powołał go na członka tej komisji. Był także kierownikiem działu historii wojskowości w Instytucie Historii Polskiej Akademii Nauk. W grudniu 1958 został szefem Katedry Historii Sztuki Wojennej w Akademii Sztabu Generalnego. Prowadził tam również seminarium doktoranckie. W kwietniu 1969 został profesorem w Akademii Sztabu Generalnego WP.
Inicjator powołania czasopism „Studia i Materiały do Historii Wojskowości” i „Wojskowy Przegląd Historyczny”. Członek Komitetu Nauk Historycznych Polskiej Akademii Nauk, członek Komitetu Historii Nauki i Techniki PAN, członek Komitetu Historii II wojny światowej, członek rad naukowych Instytutu Historii PAN, Wojskowego Instytutu Historycznego, Zakładu Historii Partii przy Komitecie Centralnym PZPR, Akademii Sztabu Generalnego WP im. gen. broni Karola Świerczewskiego.
Na podstawie rozkazu personalnego MON z 18 lutego 1972 został przeniesiony w stan spoczynku z dniem 12 maja 1972 − pożegnany uprzednio oficjalnie przez ministra obrony narodowej gen. Wojciecha Jaruzelskiego.
Autor ponad 500 publikacji wojskowo-historycznych, w tym kilkunastu monografii i syntez historycznych. Wieloletni członek Rady Naczelnej i Prezydium Zarządu Głównego ZBoWiD oraz Rady Ochrony Pamięci Walk i Męczeństwa. Przez kilka kadencji przewodniczący Komisji Historycznej Zarządu Głównego ZBoWiD. We wrześniu 1988 na mocy uchwały Rady Państwa został mianowany na stopień generała dywizji w stanie spoczynku. Nominację wręczył mu w Belwederze 11 października 1988 przewodniczący Rady Państwa PRL gen. armii Wojciech Jaruzelski.
Zmarł 25 marca 1991, został pochowany 3 kwietnia 1991 na Cmentarzu Wojskowym na Powązkach w Warszawie (kwatera BII-3-2).

## Awanse
W trakcie służby w ludowym Wojsku Polskim otrzymywał awanse na kolejne stopnie wojskowe:
- chorąży - 1 września 1943
- podporucznik – 11 listopada 1943
- kapitan – 1 października 1944 (z pominięciem stopnia podporucznika)
- major – 24 grudnia 1944
- podpułkownik – 25 kwietnia 1945
- pułkownik – 19 grudnia 1945
- generał brygady – 10 lipca 1948
- generał dywizji w stanie spoczynku − 15 września 1988

## Życie prywatne
Wywodził się z polsko-litewskiego rodu Tatarów Mirzów-Lebiedziów. Syn Józefa Lebiedzia (1874−1924), właściciela folwarku w powiecie oszmiańskim (gubernia wileńska) i kierownika celnego punktu przejściowego oraz Janiny z domu Tąkiel (ur. 1890), przed wojną pracownicy banku. Po wojnie mieszkał w Warszawie. Żonaty z Janiną z domu Paszkowską (1917−2000), nauczycielką i księgową. Miał trzech synów: Jerzego, Aleksandra i Wiktora. Znał język rosyjski, niemiecki, francuski i japoński.

## Odznaczenia i wyróżnienia
- Krzyż Srebrny Orderu Wojennego Virtuti Militari (dwukrotnie w 1945)
- Krzyż Komandorski Orderu Odrodzenia Polski (1972)
- Krzyż Kawalerski Orderu Odrodzenia Polski (1945)
- Order Sztandaru Pracy I klasy
- Order Sztandaru Pracy II klasy (1956)
- Order Krzyża Grunwaldu III klasy (1945)
- Srebrny Medal „Zasłużonym na Polu Chwały” (1943)
- Medal 10-lecia Polski Ludowej
- Medal 30-lecia Polski Ludowej
- Medal 40-lecia Polski Ludowej
- Medal za Warszawę 1939–1945
- Medal za Odrę, Nysę, Bałtyk
- Medal Zwycięstwa i Wolności 1945
- Złoty Medal „Siły Zbrojne w Służbie Ojczyzny”
- Srebrny Medal „Siły Zbrojne w Służbie Ojczyzny”
- Medal „Za udział w walkach o Berlin” (1969)
- Złoty Medal „Za zasługi dla obronności kraju” (1973)
- Srebrny Medal „Za Zasługi dla Obronności Kraju”
- Brązowy Medal „Za Zasługi dla Obronności Kraju”
- Medal im. Ludwika Waryńskiego (1987)[4]
- Złoty Medal „Opiekun Miejsc Pamięci Narodowej” (1986)[5]
- Odznaka 1000-lecia Państwa Polskiego (1966)
- Odznaka „Za Zasługi dla ZBoWiD”
- Złota odznaka honorowa „Za Zasługi dla Warszawy” (1960)[6]
- Medal pamiątkowy Wojskowego Instytutu Historycznego(1987)[7]
- Order Lwa Białego (CSSR)
- Medal „Za Zwycięstwo” (CSSR, 1948)
- Order Wojny Ojczyźnianej II stopnia (ZSRR, 1945)
- Medal „Za zasługi bojowe” (ZSRR, 1943)
- Medal „Za wyzwolenie Warszawy” (ZSRR)
- Medal „Za zdobycie Berlina” (ZSRR)
- Medal „Za zwycięstwo nad Niemcami w Wielkiej Wojnie Ojczyźnianej 1941–1945” (ZSRR)
- Medal jubileuszowy „Czterdziestolecia zwycięstwa w Wielkiej Wojnie Ojczyźnianej 1941–1945” (ZSRR, 1985)
- i inne